# Jorge Larena-Avellaneda Roig
Jorge Larena-Avellaneda Roig (Las Palmas de Gran Canaria, 29 de setembre de 1981) és un exfutbolista canari, que ocupava la posició de migcampista. Va ser internacional sub-21 amb la selecció espanyola.

## Carrera esportiva
Va destacar al planter de la UD Las Palmas, fins a debutar amb el primer equip la temporada 99/00. Només jugaria un encontre l'any de l'ascens dels canaris a la màxima categoria. En primera divisió, es converteix en peça clau del seu equip en el perïode 00-02, fins que Las Palmas retorna a Segona. En aquests dos anys, el migcampista havia disputat fins a 68 partits i marcat 8 gols.
L'estiu del 2002 fitxa per l'Atlètic de Madrid, però no acaba de fer-se un lloc a l'equip matalasser. Romandria tres anys al club madrileny, tots ells suplent, encara que amb força minuts.
La temporada 05/06 recala al Celta de Vigo, on passaria dues temporades a primera divisió sent suplent. El Celta baixa a Segona el 2007 i la 07/08, el canari recupera la titularitat, tot jugatn 36 partits amb els gallecs, i marcant sis gols.
Retorna a la UD Las Palmas a la campanya 08/09, sent de nou un dels fixos als onzes inicials canaris.